# Saint-Hilaire-le-Châtel
Saint-Hilaire-le-Châtel ist eine französische Gemeinde mit 668 Einwohnern (Stand: 1. Januar 2022) im Département Orne in der Region Normandie. Sie gehört zum Kanton Mortagne-au-Perche im Arrondissement Mortagne-au-Perche.

## Lage
Die Gemeinde Saint-Hilaire-le-Châtel liegt im Hügelland Le Perche am Bach Hoëne, vier Kilometer nördlich von Mortagne-au-Perche. Nachbargemeinden von Saint-Hilaire-le-Châtel sind Sainte-Céronne-lès-Mortagne und Tourouvre au Perche im Norden, Feings im Osten, Villiers-sous-Mortagne im Südosten, Mortagne-au-Perche und Saint-Langis-lès-Mortagne im Süden, Courgeoût und La Mesnière im Südwesten sowie Bazoches-sur-Hoëne im Westen.

## Bevölkerungsentwicklung
| Jahr                       | 1962 | 1968 | 1975 | 1982 | 1990 | 1999 | 2011 | 2021 |
| -------------------------- | ---- | ---- | ---- | ---- | ---- | ---- | ---- | ---- |
| Einwohner                  | 566  | 505  | 492  | 564  | 569  | 576  | 691  | 661  |
| Quellen: Cassini und INSEE |      |      |      |      |      |      |      |      |

## Sehenswürdigkeiten

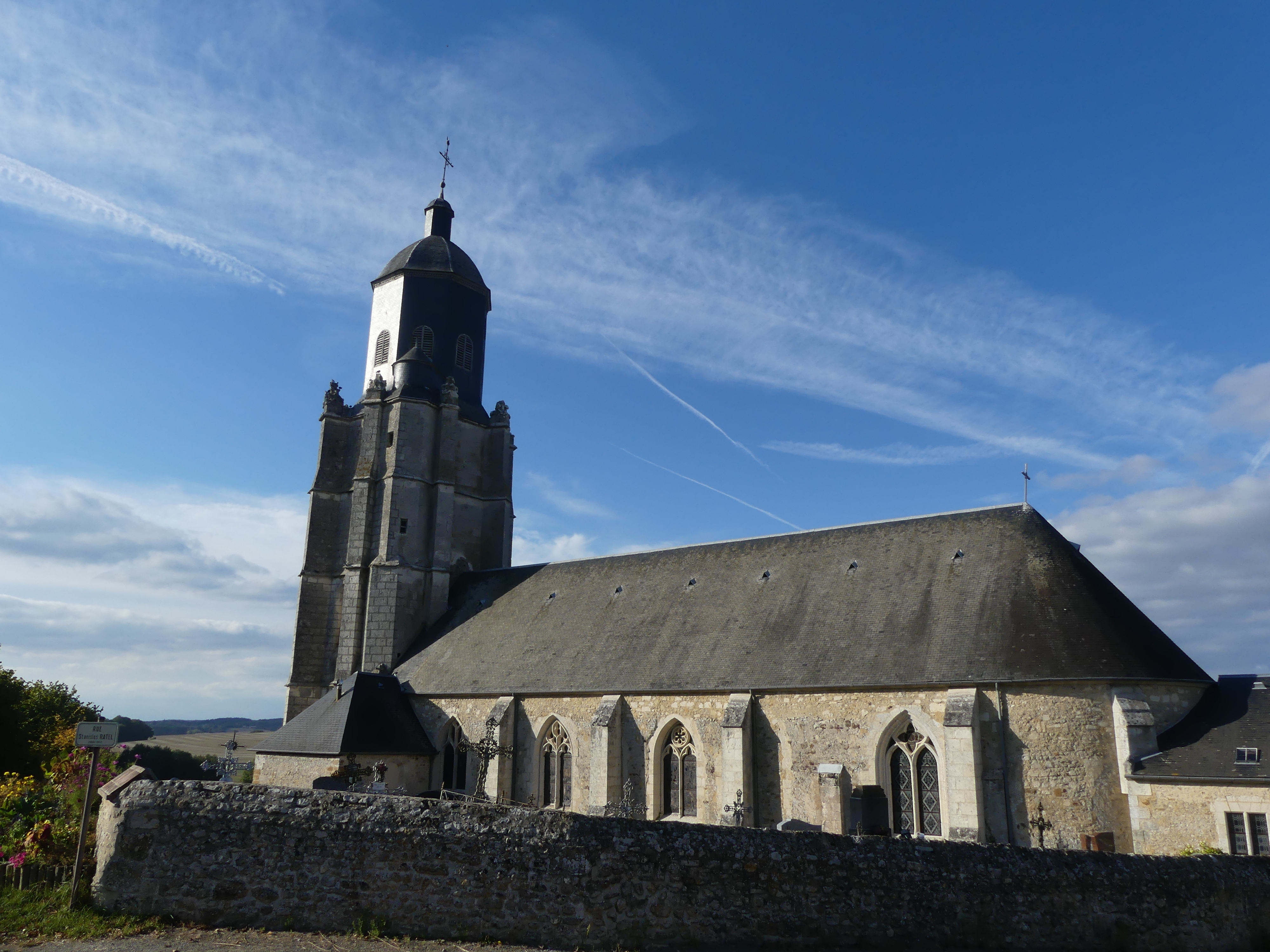
Kirche Saint-Hilaire
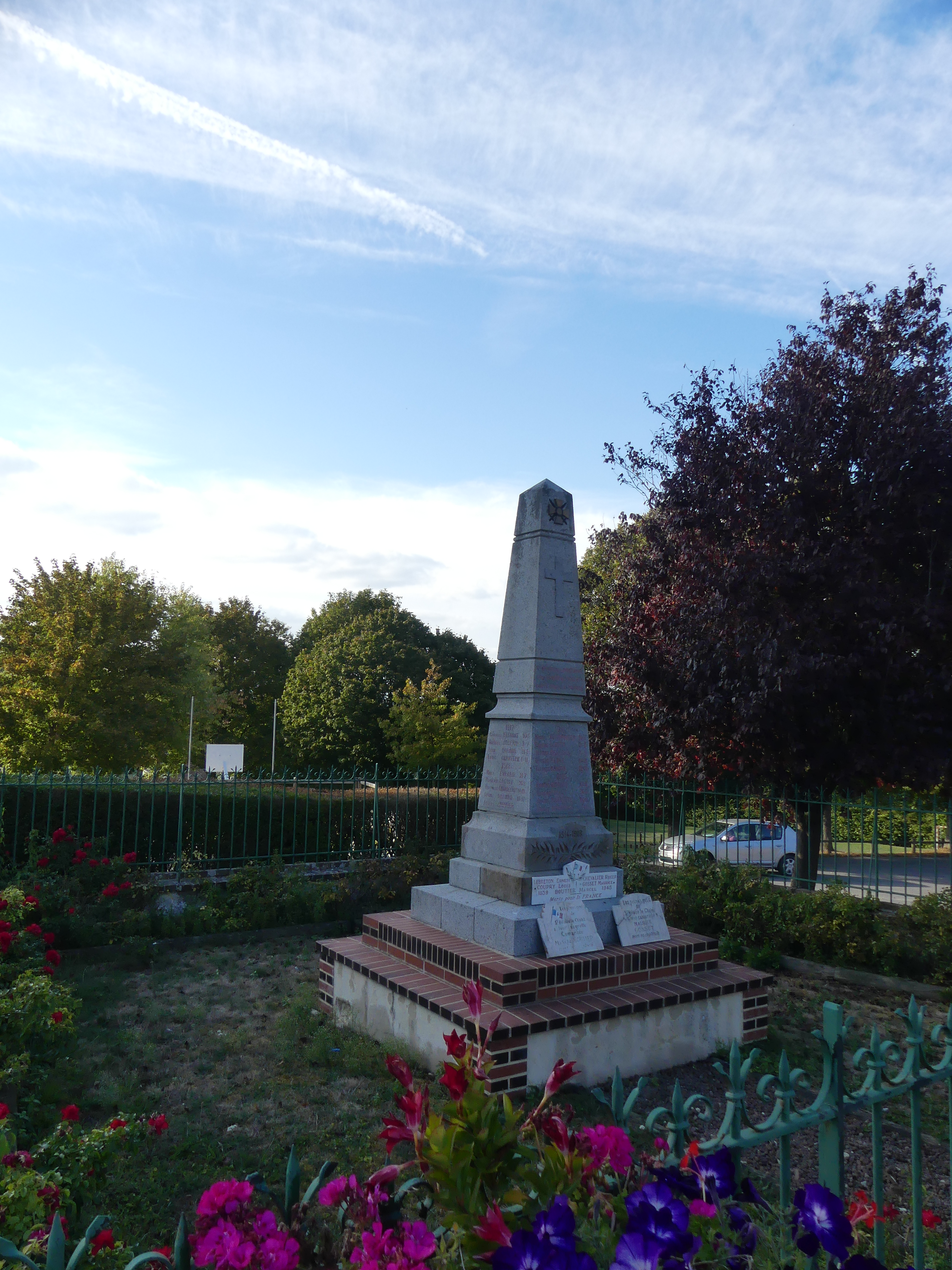
Gefallenendenkmal

- Kirche Saint-Hilaire
- Gefallenendenkmal